# Gabriella Szabó (Kanutin)
Gabriella Timea Szabó (* 14. August 1986 in Budapest) ist eine ungarische Kanutin. Mit drei olympischen Gold- und einer Silbermedaille ist sie eine der erfolgreichsten ungarischen Kanutinnen. 
Szabó fing 1995 beim Zentralen Sport- und Jugendverband KSI mit dem Kajak-Sport an. Im Jahr 2001 nahem sie an ihren ersten Jugendweltmeisterschaften teil und gewann dort 2003 ihre erste Bronze-Medaille. Ihren ersten Titel bei den Seniorinnen errang sie bei den Kanurennsport-Europameisterschaften 2007, wo sie mit Danuta Kozák über 1000 Meter Gold im Kajak-Zweier holen konnte. 
Szabó gewann ihre erste olympische Goldmedaille mit Danuta Kozák, Katalin Kovács und Krisztina Fazekas im Kajak-Vierer (500 m) in London. Dazu gewann sie noch 2016 in Rio de Janeiro zwei Goldmedaillen, jeweils im Kajak-Zweier (500 m) mit Danuta Kozák und im Kajak-Vierer (500 m) zusammen mit Danuta Kozák, Tamara Csipes und Krisztina Fazekas Zur.
Kozák, Kovács, Fazekas Zur und Szabó stellten während Szabós Karriere in verschiedenen Kombinationen sowohl im Kajak-Zweier, als auch im Kajak-Vierer die Boote, die es zu schlagen galt.
Während die anderen drei Athletinnen auch im Kajak-Einer erfolgreich waren, errang Szabó ihre internationalen Erfolge ausschließlich im Kajak-Zweier und -Vierer. Insgesamt holte sie 21 Gold-Medaillen bei internationalen Großereignissen, davon dreimal bei Olympischen Sommerspielen.
Nach den Sommerspielen 2016 in Rio wechselte Szabó den Trainer, konnte jedoch nicht mehr an alte Erfolge anknüpfen. Nachdem die Sommerspiele in Tokio wegen der Covid-19-Pandemie um ein Jahr verschoben wurden, entschied sie sich, nach 25 Jahren ihre Karriere noch vor den Spielen zu beenden.
Für ihre Erfolge erhielt sie 2016 das Komturkreuz des Ungarischen Verdienstordens.